# Acacia merinthophora
Acacia merinthophora är en ärtväxtart som beskrevs av Ernst Georg Pritzel. Acacia merinthophora ingår i släktet akacior, och familjen ärtväxter. Inga underarter finns listade i Catalogue of Life.